# Lanitz-Hassel-Tal
Lanitz-Hassel-Tal é um município da Alemanha, situado no distrito de Burgenlandkreis, no estado de Saxônia-Anhalt. Tem 31,5 km² de área, e sua população em 2019 foi estimada em 1.069 habitantes.